# CERN Neutrinos to Gran Sasso
Le projet CERN Neutrinos to Gran Sasso, plus couramment désigné sous l’acronyme CNGS, était un programme de physique de l'Organisation européenne pour la recherche nucléaire, qui visait à percer certains des mystères qui entourent les neutrinos, qui a eu lieu de juillet 2006 à décembre 2012.
Le projet est motivé par les résultats obtenus au détecteur de neutrinos super-kamiokande au Japon et étayés par d’autres expériences. Le but du projet était d'analyser l'hypothèse de l'oscillation des neutrinos en dirigeant un faisceau de neutrino provenant des installations du CERN vers le détecteur de l'expérience OPERA du Laboratoire national du Gran Sasso (LNGS), situé dans la montagne du Gran Sasso en Italie, à une distance de 732 km.
Par ailleurs, Le faisceau de neutrino est produit par l’accélérateur de particules Super Proton Synchrotron du CERN est composé uniquement de neutrinos de type muonique. L'installation CNGS était, à l'époque, située dans un tunnel qui divergeait de l'un des tunnels de transfert SPS-LHC, à la frontière franco-suisse, près de Genève.

## Histoire
L'approbation du projet CNGS fut signée par le Conseil du CERN en décembre 1999, le génie civil sur le projet démarrant en septembre suivant. La construction des tunnels et des cavernes de service s'est achevée au milieu de l’année 2004, l'installation des équipements s'est achevée à l'été 2005 et la mise en service s'est déroulée tout au long du printemps 2006. Le premier faisceau de proton a été envoyé vers la cible le 11 juillet 2006, et l'installation CNGS a été approuvée pour les opérations de physique le 18 août 2006. Le programme CNGS a cessé ses activités en 2012. Le tunnel a ensuite été réutilisé pour l’expérience AWAKE, devenue opérationnelle en 2016.

## Fonctionnement
Le projet CNGS visait à percer certains mystères qui entourent les neutrino, ces particules légères et neutres qui interagissent très peu avec la matière. Ainsi, pour produire le faisceau de neutrino, un faisceau de protons du SPS du CERN était envoyé sur une cible en graphite à 400 eV. La collision produisait des particules appelées pions et kaons, qu’un système composé de deux lentilles magnétiques focalisait pour former un faisceau unique dans lequel ces deux types de particules se déplaçaient parallèlement jusqu’au laboratoire de Gran Sasso. Les pions et kaons se désintégraient ensuite en muons et en neutrinos muoniques dans un tunnel d’un kilomètre de long. À la sortie de ce tunnel, un bloc de graphite et de métal de 18 mètres d’épaisseur absorbait les protons, les pions et les kaons qui n'étaient pas désintégrés. Comme la roche bloque le passage des muons, seuls les neutrinos muoniques poursuivaient leur voyage souterrain jusqu’au laboratoire du Gran Sasso, les expériences OPERA et ICARUS tentaient ensuite d’identifier les neutrinos tauiques issus des neutrinos muoniques.

## Résultats
Les premiers candidats à l'oscillation des neutrinos en neutrinos tau ont été annoncés en mai 2010 par l'expérience OPERA. Au total, cinq neutrinos tau ont été observés, ce qui correspond aux attentes de la théorie de l'oscillation des neutrinos.
Après la détection du cinquième occurrence neutrino tau dans le faisceau muon-neutrino du CERN, le porte-parole de l'expérience OPERA, le physicien Giovanni De Lellis déclarera :

« Si le résultat annoncé hier a pu être obtenu, c’est grâce aux efforts constants de l'ensemble des chercheurs associés au projet, à l’excellente performance du faisceau de neutrinos du CERN et à l’appui des organismes de financement »

— Giovanni De Lellis, porte-parole de l'expérience OPERA.
Le 22 septembre 2011, la collaboration OPERA a attiré l'attention internationale lorsqu'elle a publié une prépublication rapportant l'anomalie des neutrinos plus rapides que la lumière, dans laquelle les neutrinos se déplaçaient, en moyenne, à une vitesse plus rapide que la lumière. Le 24 février 2012, l'équipe a déclaré avoir découvert deux problèmes avec son test précédent, brouillant la validité du résultat précédent. La prépublication a été modifiée pour tenir compte de ces faits, et en effet la mesure de la vitesse des neutrinos, qui y est rapportée, est en accord avec la vitesse de la lumière.